# Adarve

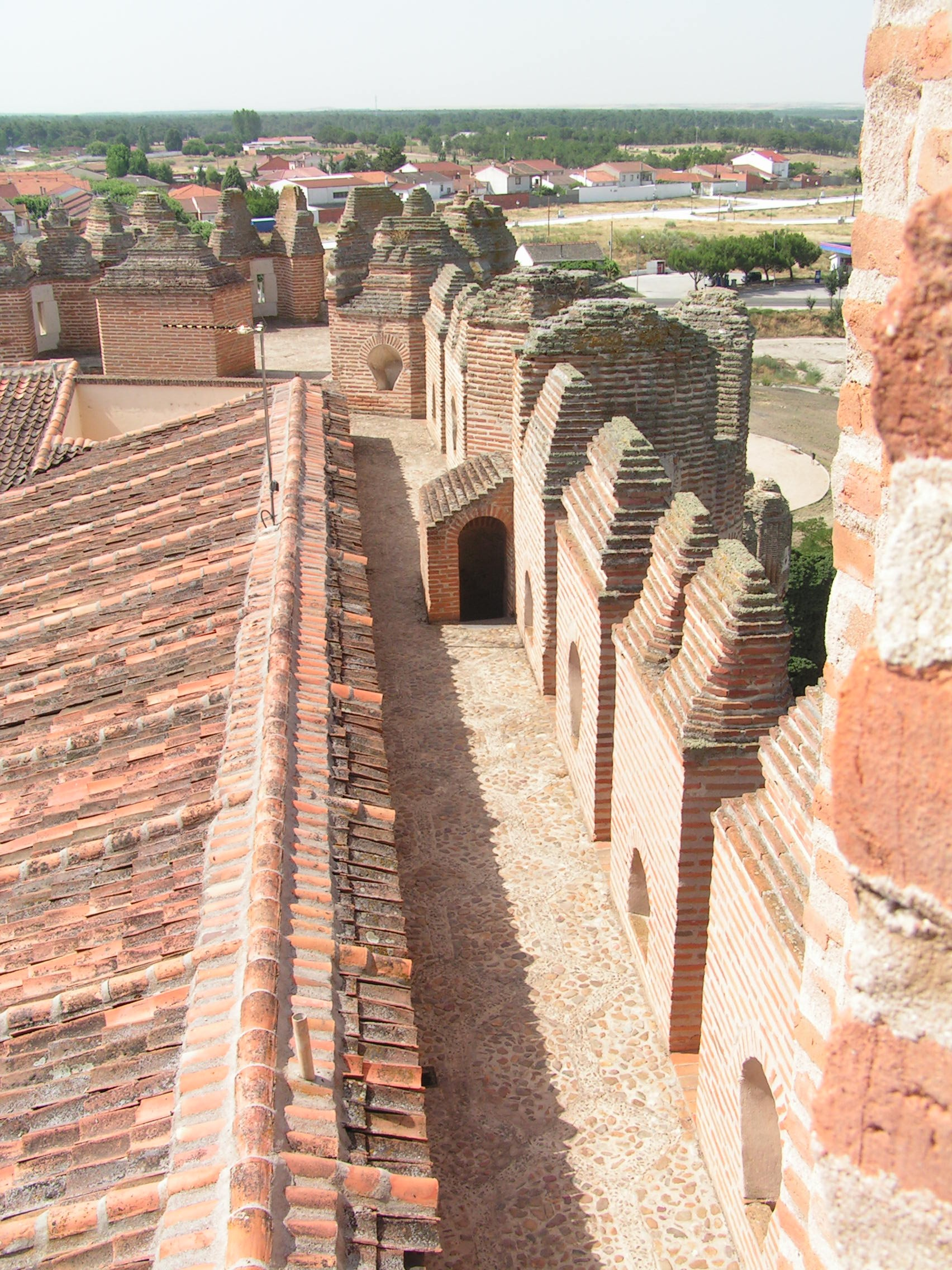
Adarve del Castillo de Coca en Segovia.

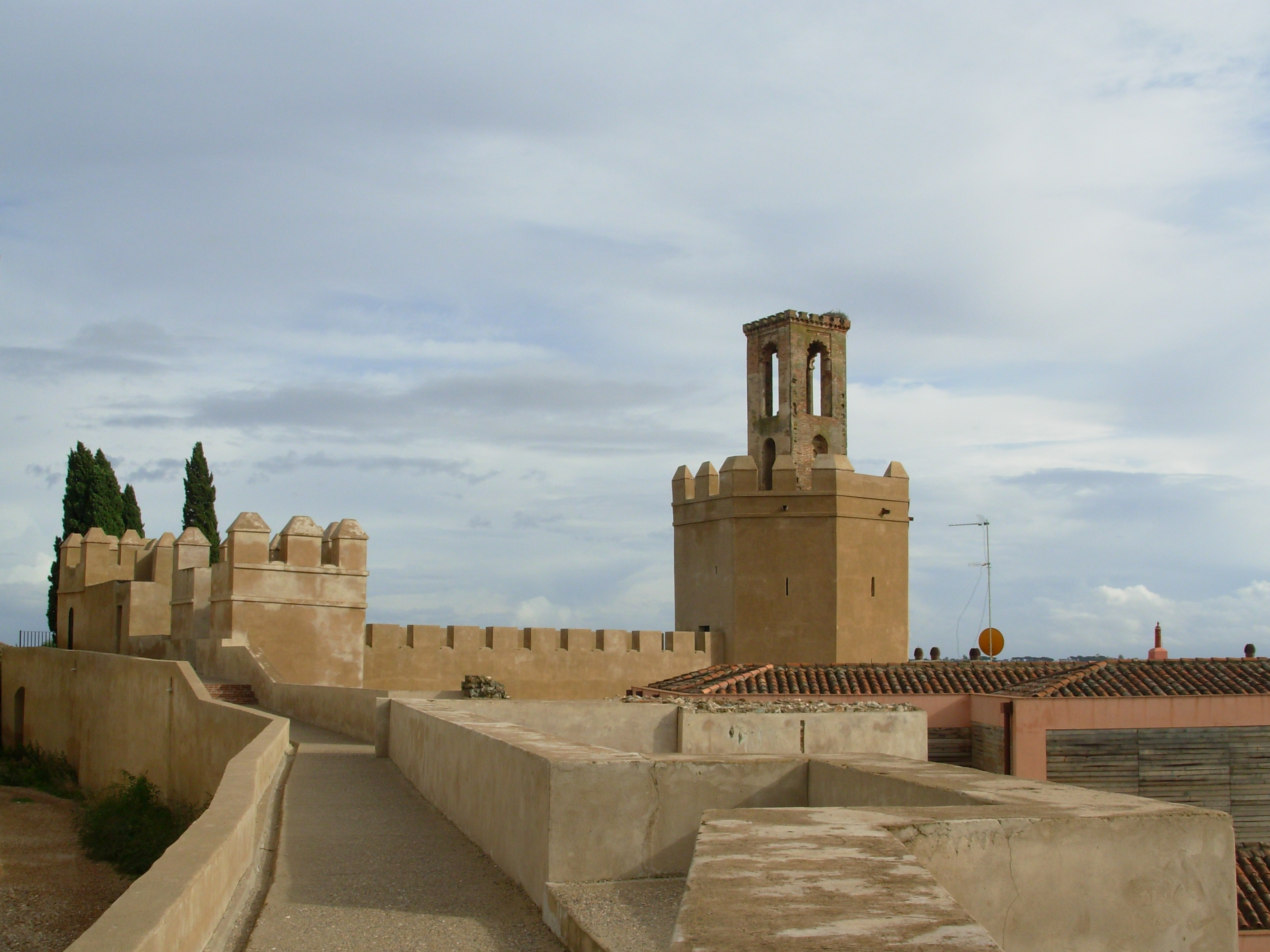
Adarve de la Alcazaba de Badajoz en España, con la Torre de Espantaperros de fondo.

Un adarve (del árabe «ad-darb» o, según otras fuentes, «adz-dzir-we» como ‘muro de fortaleza’), también llamado camino o paseo de ronda, es un pasillo estrecho situado sobre una muralla, protegido al exterior por un pretil almenado, que permitía tanto hacer la ronda a los centinelas como la distribución de defensores. También se puede definir como un conjunto de dispositivos en la parte superior de las murallas, compuesto básicamente de un parapeto, paradós y un camino de ronda, normalmente al descubierto, y destinados a facilitar la defensa y desplazamiento de los combatientes.Fue muy utilizado en las fortificaciones de la Edad Media.
Comunica los diferentes elementos de defensa vertical, como puestos de vigilancia y otros. Puede ser cubierto o volado entre dos torres que defienden la puerta principal del castillo, sobre todo en zonas de clima más frío. Uno de los pocos ejemplos de castillos con este tipo de arquitectura en España es el castillo de La Calahorra .
Como se trata de una conjunción de elementos, tiene varias versiones ya que el parapeto puede ser almenado o a la barbeta, aspillerado o ciego, al igual que a ras de muro o volado con cadalsos, ladroneras o matacanes. El camino de ronda puede ser simple, estar encajonado entre el parapeto o el paradós, o doble y a distinto nivel, siendo el nivel superior el que está junto al antepecho y en el que se sitúe la plataforma de combate y el inferior, el pegado al intradós, el destinado al movimiento de combatientes.

## Adarves colgados

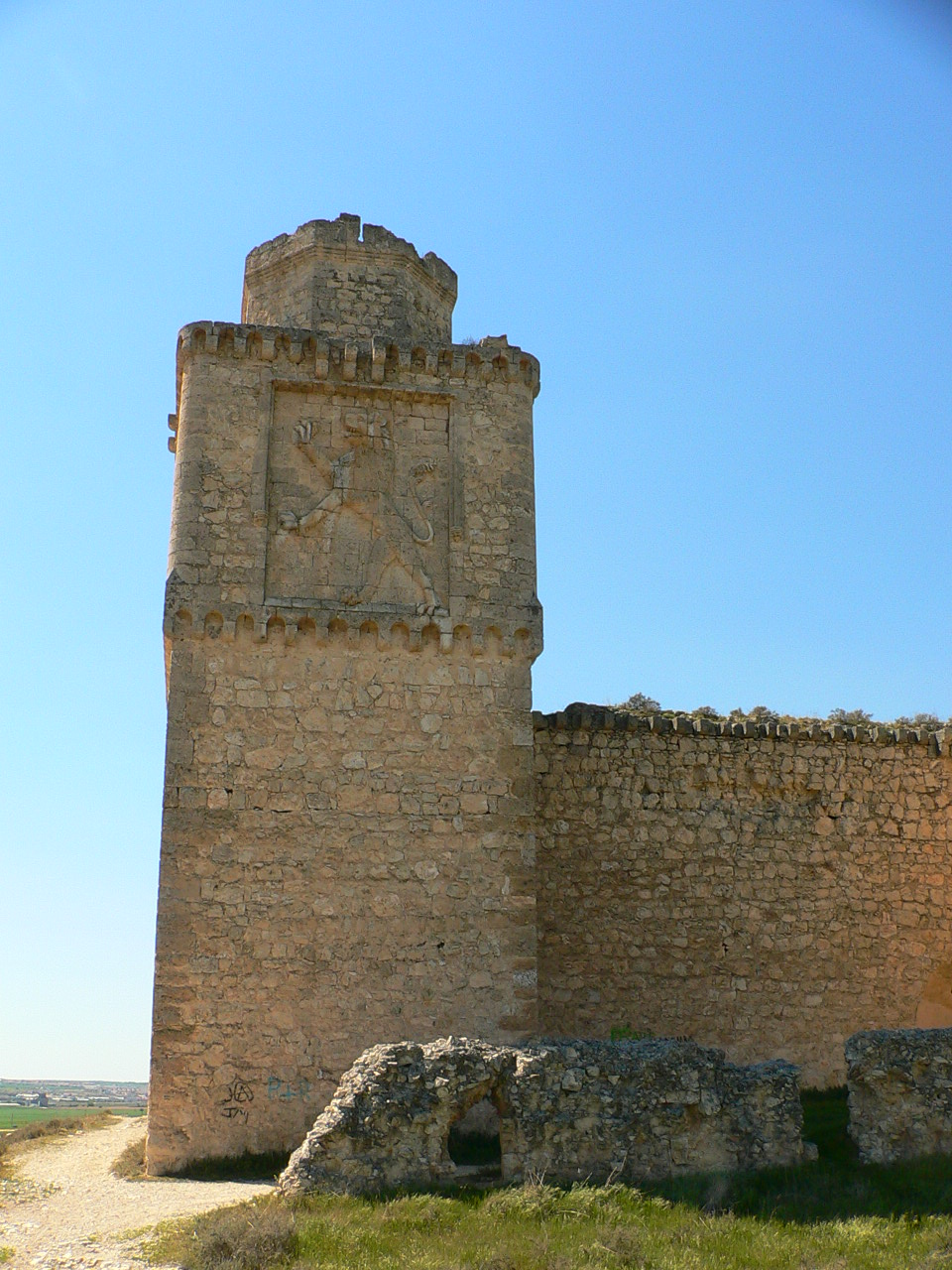
Torre caballera del Castillo de Barcience

Se les llama así a los adarves producidos del escalonamiento en el que se sitúa el adarve sobre unas ménsulas, que permite controlar mejor la vision vertical de la posición defensiva, o si se retranquea la fachada del edificio, aunque es más frecuente que ocurran ambos casos a la vez. En el caso de que el retranqueo sea muy acusado y afecte a toda la torre se genera una torre caballera, como en el castillo de Barcience o en el de Burguillos del Cerro. 
El escalonamiento de los adarves sucesivos genera una mejor profundización de la defensa, con un planteamiento similar a la falsabraga en una fortificación de doble recinto, en la que la línea interior domina a la exterior, permitiendo así la mejor defensa de la línea interior en el caso de que la exterior sea sobrepasada.

## Adarve volado
Es un adarve sobre un arco proyectado a una cierta distancia de la muralla, que cruza el acceso entre dos torres de flanqueo, facilitando el hostigamiento vertical y envolvente y que precede a la puerta, siendo similar a las buhederas.

## Azucaque
También se denomina adarve o azucaque, en las ciudades islámicas medievales, a los callejones ciegos (ya que solo conducen a casas privadas) y que disponen de una puerta al inicio.